# Mino Serrano
Bernardino Serrano Mori (Antromero, Asturias, España, 29 de enero de 1963), conocido como Mino, es un exfutbolista y entrenador español. Jugaba como defensa y desarrolló toda su carrera en España, donde llegó a ganar dos Ligas en las temporadas 1986-87 y 1987-88 con el Real Madrid C. F. Llegó a disputar un encuentro amistoso con la selección española frente al R. C. Celta de Vigo en las navidades de 1988, pero al ser un partido no oficial nunca ha figurado como futbolista internacional absoluto. Es padre del también futbolista Álex Serrano.

## Trayectoria
Se formó en la cantera del Real Sporting de Gijón y debutó con el primer equipo en Primera División en la temporada 1981-82, aunque no se llegó a consolidar hasta la campaña 1984-85, en la que jugó treinta y un partidos. El Real Madrid C. F. incorporó al jugador a su plantilla en el verano de 1986, y permaneció en el equipo madrileño durante dos temporadas en las que no logró hacerse con la titularidad, aunque en ese periodo pudo conquistar dos Ligas.
En la temporada 1988-89 fichó por el Sevilla F. C., donde disputó veintinueve partidos, aunque en la siguiente únicamente llegó a participar en cinco. Para la temporada 1990-91 fichó por el R. C. D. Español, equipo en el que recuperó la titularidad y, durante cuatro temporadas, llegó a disputar 134 partidos entre Primera y Segunda División. En la categoría de plata fichó por el R. C. D. Mallorca en la campaña 1994-95, para pasar al año siguiente al C. D. Logroñés, con quien logró el ascenso a Primera División. Se retiró en la temporada 1996-97 tras disputar cuatro encuentros con el Logroñés en la máxima categoría. Después de su retirada ha seguido ligado al mundo del fútbol como entrenador y dirigió a equipos asturianos como el Ribadesella C. F. o el Caudal Deportivo.

## Clubes
| Club                       | País   | Año       |
| -------------------------- | ------ | --------- |
| Sporting de Gijón Atlético | España | 1981-1984 |
| Real Sporting de Gijón     | España | 1984-1986 |
| Real Madrid C. F.          | España | 1986-1988 |
| Sevilla F. C.              | España | 1988-1990 |
| R. C. D. Español           | España | 1990-1994 |
| R. C. D. Mallorca          | España | 1994-1995 |
| C. D. Logroñés             | España | 1995-1997 |

## Palmarés

### Campeonatos nacionales
| Título        | Club              | País   | Año  |
| ------------- | ----------------- | ------ | ---- |
| Liga española | Real Madrid C. F. | España | 1987 |
| Liga española | Real Madrid C. F. | España | 1988 |